# El califa de Constantina

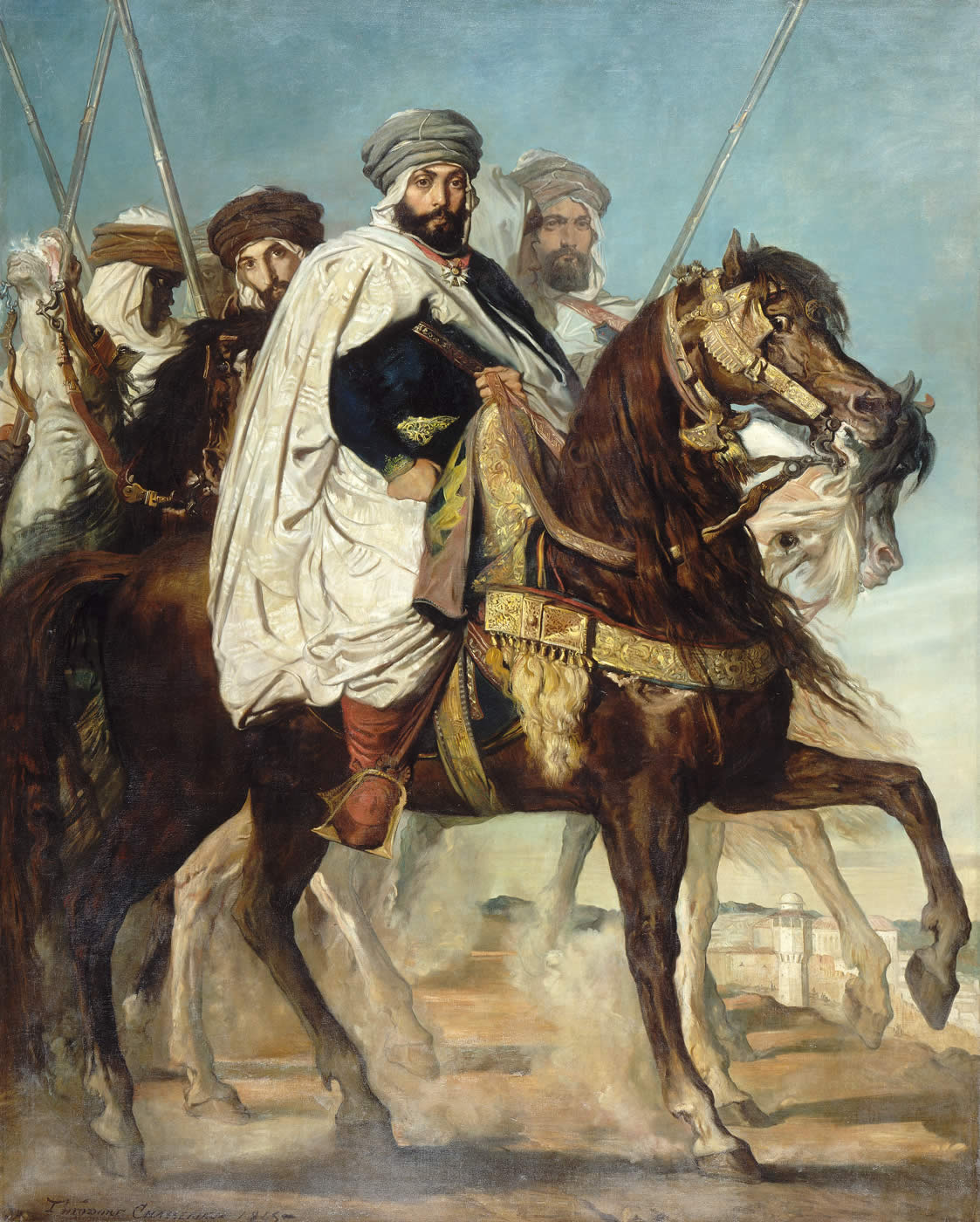
El califa de Constantina (1845) de Théodore Chassériau.

El califa de Constantina, título completo, Ali Ben-Hamet, califa de Constantina y jefe de los haractas, seguido de su escolta, es un óleo sobre lienzo del artista francés Teodoro Chassériau, ejecutado en 1845. Se conserva en el Palacio de Versalles.

## Descripción
Esta pintura de estilo orientalista es un buen ejemplo de la "pasión por el color y el movimiento" que se apoderó de Chasseriau en este momento. El retrato ecuestre representa a Ali Ben Ahmed, el jeque de los haraktas, que había invitado a Chassériau a retratarle durante su visita a París. Aparece triunfante montado en su caballo castaño, ataviado con su típica indumentaria árabe, seguido de cuatro miembros de su escolta personal, uno de ellos negro, también a caballo y empuñando lanzas. Nubes de polvo se levantan de los cascos de los caballos. Al fondo, a la derecha, una ciudad árabe, con algunos edificios de estilo morisco.

## Recepción crítica
La pintura se exhibió en el Salón de 1845, donde recibió críticas mixtas. Chassériau fue acusado de hacer una "imitación dañina del arte de Delacroix", aunque la pintura fue descrita como "llena de grandeza y majestuosidad". También fue acusado de falta de ciencia y firmeza en la representación de los caballos, y fue criticado por la forma en que pintó las extremidades del caballo líder en primer plano.